# Neurophyseta diplogrammalis
Neurophyseta diplogrammalis là một loài bướm đêm trong họ Crambidae.